# Saint-Pierre-à-Arnes
Saint-Pierre-à-Arnes je francouzská obec v departementu Ardensko v regionu Grand Est. V roce 2012 zde žilo 64 obyvatel.

## Poloha obce
Obec leží u hranic departementu Ardensko s departementem Marne. Sousední obce jsou: Cauroy, Hauviné, Saint-Clément-à-Arnes, Saint-Étienne-à-Arnes a Saint-Souplet-sur-Py (Marne).

## Vývoj počtu obyvatel
Počet obyvatel